# Chinú
Chinú é um município da Colômbia, localizado no departamento de Córdoba.